# Aston Martin DBS
De Aston Martin DBS is een GT van het Britse
automerk Aston Martin. De eerste DBS werd van 1967 tot 1972
gebouwd. In 2006 werd de nieuwe DBS
geïntroduceerd.

## Geschiedenis
De DBS volgde in 1967 de DB6 op en werd in 1972 zelf vervangen door de Vantage. Hij is groter dan de DB6 en bood vier volwaardige zitplaatsen. Wel nam hij de 4-liter 6-in-lijnmotor over van zijn voorganger. Die leverde normaal 282 pk maar werd met het gratis optionele Vantage-pakket opgevoerd tot 325 pk. Opvallend aan de DBS was het moderne ontwerp en het gebruik van een hoekig voor Aston Martin ongebruikelijk radiatorrooster. De productie liep van september 1967 tot april 1972.
Van de DBS werden twee series gebouwd. De tweede werd geïntroduceerd in januari 1970 na de introductie van de DBS V8. De kleine roosters in de C-stijlen achteraan werden vervangen door een rooster onder de achterruit. Hierdoor is de tweede serie gemakkelijk te onderscheiden van de eerste. Er waren verder nog een aantal kleine wijzigingen.

## James Bond
Aston Martin is hét merk van de James Bond films. Ook deze DBS was
de auto van de Britse geheim agent en wel in de film
On Her Majesty's Secret Service uit 1969.
Het was een standaard DBS, zonder gadgets. Op het einde van de film
wordt Bonds vrouw, Tracy, in de auto gedood bij een drive-by.
De nieuwe versie van de DBS, de Aston Martin DBS V12 gebaseerd op de Aston Martin DB9, is de dienstwagen van James Bond in Casino Royale (2006) en Quantum of Solace (2008).